# Anneliese Albrecht
Anneliese Albrecht (eigentlich: Anna Elisabeth Josefa Albrecht; * 29. Jänner 1921 in Wien; † 20. Oktober 2018) war eine österreichische Journalistin und Politikerin.

## Leben
Anneliese Albrecht, deren Großvater, der Steinmetz Rudolf Müller (1869–1926), einer der ersten sozialdemokratischen Gemeinderäte Wiens war, absolvierte nach dem Besuch der Pflichtschulen eine Handelsakademie und erlangte im Jahr 1939 ihre Matura. Im selben Jahr heiratete die damals 18-jährige Albrecht einen jungen Soldaten der deutschen Wehrmacht. Die beiden bekamen zwei Söhne. 1945 starb Anneliese Albrechts Ehemann in sowjetischer Kriegsgefangenschaft.
Albrecht, die ab 1946 als Journalistin im Sozialistischen Verlag tätig war, war auch unmittelbar ab Kriegsende, im Jahr 1945, SPÖ-Mitglied. So saß sie im Vorstand der Wiener SPÖ und fungierte als Vorsitzende der Wiener Sozialistischen Frauen. In weiterer Folge war sie auch stellvertretende Parteivorsitzende der SPÖ in Wien-Josefstadt.
1954 arbeitete sie als Redakteurin bei Das Kleine Blatt, einer Parteizeitung, und wechselte im Jahr 1962 zur sozialdemokratischen Frauenzeitschrift Die Frau, deren Chefredakteurin sie zwischen 1967 und 1979 war.
Im November 1971 zog Albrecht als Abgeordnete der SPÖ in den Nationalrat ein. 1979 wurde sie zudem stellvertretende Klubobfrau der SPÖ-Nationalratsfraktion. Im November 1979 ernannte Bundeskanzler Bruno Kreisky Albrecht (an der Seite von Bundesminister Josef Staribacher) zur Staatssekretärin (für Konsumentenschutz) im Bundesministerium für Handel, Gewerbe und Industrie, dem heutigen Bundesministerium für Wirtschaft, Familie und Jugend. Nachdem sie zunächst im Oktober 1981 ihr Nationalratsmandat niedergelegt hatte, beendete sie im Mai 1983 ihre Laufbahn als Politikerin, indem sie auch vom Amt der Staatssekretärin zurücktrat.
Anneliese Albrecht starb am 20. Oktober 2018 im 98. Lebensjahr; sie wurde am 23. November 2018 auf dem Hernalser Friedhof zur letzten Ruhe bestattet (Gruppe JA, Nr. 27).

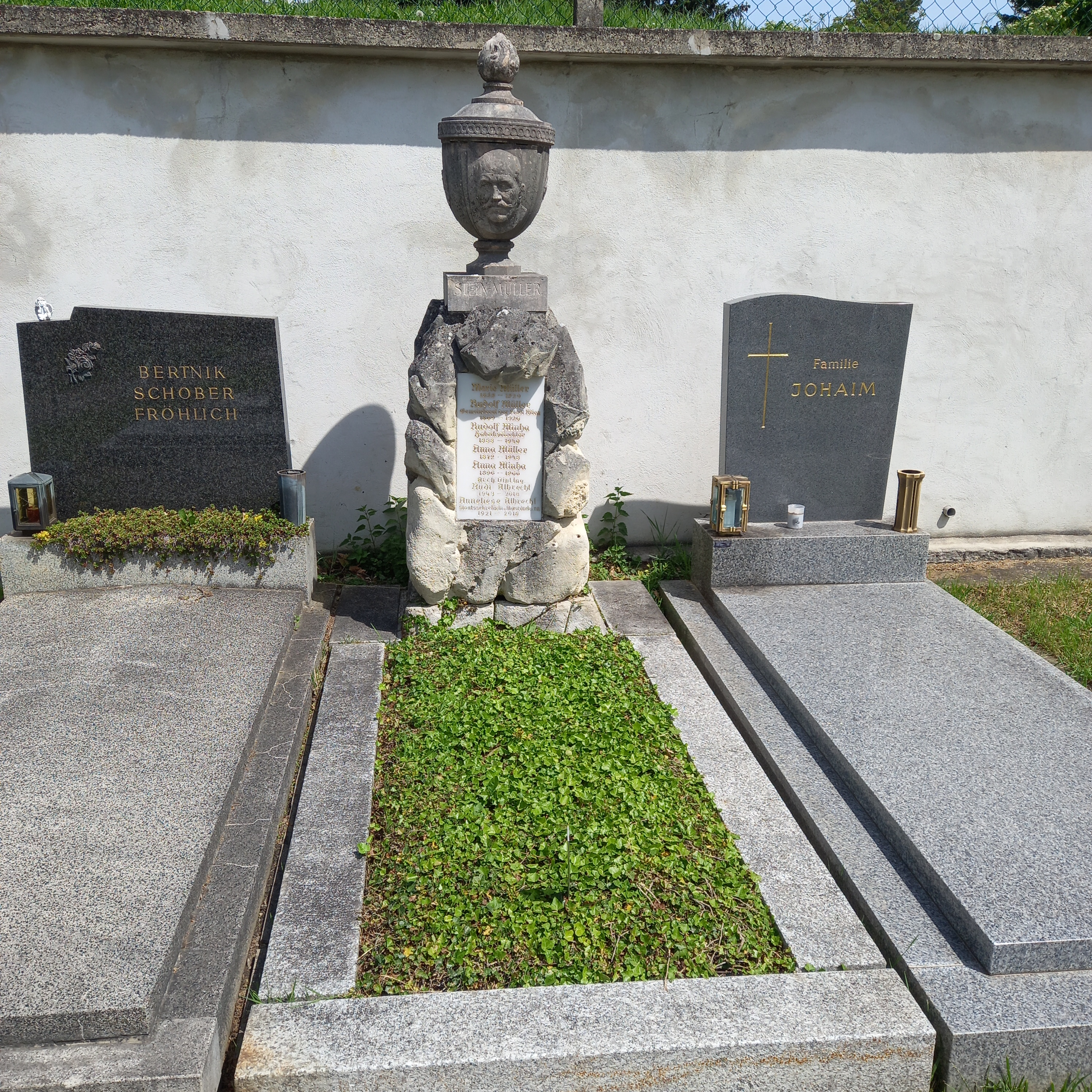
Das Grab von Anneliese Albrecht auf dem Hernalser Friedhof in Wien

## Auszeichnungen
- 1979: Großes Goldenes Ehrenzeichen für Verdienste um die Republik Österreich[3]

## Schriften
- Anneliese Albrecht (Red.): Enquete Alleinstehende, veranstaltet vom Bundesfrauenkomitee der Sozialistischen Partei Österreichs. Konferenzschrift. Sozialistische Partei Österreichs, Bundesfrauenkommitee, Wien 1970, OBV.